# Psyllaephagus amotus
Psyllaephagus amotus är en stekelart som beskrevs av Sharkov 1995. Psyllaephagus amotus ingår i släktet Psyllaephagus och familjen sköldlussteklar. Inga underarter finns listade i Catalogue of Life.